# Lång-Kalle
Lång-Kalle är en återkommande figur i de av Klara-författaren Harald Forss dikter och noveller som utspelar sig i Örebro. Verklighetsbakgrunden till Lång-Kalle var en hamnsjåare, och under sin tid välkänd profil i Örebro vid namn Karl-Wilhelm Larsson (1882-1938). Kring Lång-Kalle finns ett antal berättelser, varav flera är relaterade till hans alkoholkonsumtion och fysiska styrka. En staty över Lång-Kalle planeras att resas i Örebro.